# Ricky Peters
Ricky Peters (Lynwood, California; 21 de noviembre de 1955-Maricopa, Arizona; 23 de abril de 2025) fue un beisbolista estadounidense que jugó en la posición de outfielder.

## Carrera

### Universitario
A nivel universitario jugó para los Arizona State Sun Devils, con el que jugó en las posiciones de bateador designado, segunda base y en el jardín central, fue el líder del equipo en promedio de bateo con .426 y ganó el campeonato nacional en 1977 al vencer a los South Carolina Gamecocks en la final.

### Profesional
Peters fue seleccionado por los Detroit Tigers en el draft aficionado de 1977. Estuvo en las ligas menores de los Tigers con los Montgomery Rebels en ese año y con los Evansville Triplets en 1978 y 1979.
En 1979 su promedio de bateo fue de .320, .436 de promedio en base, 17 dobles, 10 triples y 30 bases robadas en 387 turnos al bat. Su mánager era Jim Leyland, y fue compañero de equipo de eventuales miembros de la MLB como Kirk Gibson, Jack Morris, Dan Petry y Tom Brookens.
Peters fue llamado al primer equipo de los Tigers junto a Kirk Gibson en septiembre de 1979. Su debut fue el 8 de septiembre de 1979 y en esa temporada jugó en 12 partidos, los primeros tres jugó como tercera base, tres como bateador designado y dos como segunda base.
En 1980 fue titular con los Tigers en el jardín central luego de que Kirk Gibson se lesionara a mediados de junio. En ese año jugó en 133 partidos con loa Tigers, 92 de titular, donde su promedio de bateo fue de .291 con 19 dobles, siete triples y 13 bases robadas. Al temrinar la temporada fue elegido novato del año de los Tigers.
Peters jugaría con los Tigers en 1981 donde solo jugó en 63 partidos, de los cuales 32 fue titular en el jardín central. Su promedio de bateo fue de .256.
En el verano de 1982 Peters fue operado para reparar un nervio dañado en su brazo derecho cerca del codo. Fue liberado por los Tigers luego de perderse toda la temporada de 1982.
En 1983 Peters fue contratado por los Oakland Athletics con los que jugó 55 partidos en ese año, 42 como titular. Su promedio de bateo fue de .287 con cuatro bases robadas. Peters pasó la temporada de 1984 con el equipo filial Tacoma Tigers de la Pacific Coast League. En 1985 jugó en 44 partidos, la mayoría como bateador emergente. Su promedio de bateo apenas fue de .184 y su último partido en la MLB lo jugó el 29 de junio de 1986. Permaneció en el filial de Tacoma en 1985 y 1986.
En sus cinco temporadas en la MLB Peters jugó 307 partidos y su promedio de bateo de por vida fue de .277 (.356 con corredores en base) con dos cuadrangulares, 34 dobles, 10 triples, 80 carreras impulsadas y 20 bases robadas. En la temporada invernal jugó para los Leones del Caracas en Venezuela.

## Tras el retiro
Después de retirarse como jugador, Peters pasó por poco tiempo a ser instructor de bateo en los Houston Astros. También fue mánager de los Auburn Astros en 1990 donde su récord fue de 31-46. En 1995 se mudó a Tempe, Arizona donde trabajó en el departamento de parque y recreación de la ciudad.